# Burg Žumberk
Die Ruinen der Burg Žumberk befinden sich bei Žumberk (Schumberg) in Okres Chrudim, Pardubický kraj, Tschechien. 
Die erste Erwähnung der Burg stammt aus dem Jahr 1318. Der ursprüngliche Name der Burg war „Sunenberg“ und aus seinem deutschen Namen lässt sich schließen, dass sie am Ende des 13. Jahrhunderts entstanden ist. Der erste überlieferte Besitzer war der Vladike Pilunk von Schumberg (Pilunk ze Žumberka). Im selben Jahrhundert kam die Burg in den Besitz der Herren von Boskowitz.
Im 15. Jahrhundert gehörten Burg und Ort Schumberg dem Zaruba von Hustiřan (Hustířany). Im Jahr 1700 verkaufte der Herr von Lisov das Gut Schumberg an Josef Franz von Schönfeld. Ab Anfang des 17. Jahrhunderts begann die Burg zu verfallen. Die letzten Bewohner verließen die Burg in den Jahren 1760–1770. 

## Ruine

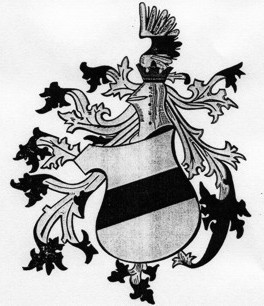
Wappen der Herren von Hustiřan (Zárubové z Hustířan)

Die Burg hatte durch einen Grat im Süden die Form eines Fünfecks und war an der Nord-, Ost- und Südostseite durch einen tiefen und breiten Wassergraben geschützt. Der Palas der Burg befand sich auf der geschützten Rückseite im Süden. Die Überreste des Palas und des Bergfrieds sind erhalten. Die Burgruine ist frei zugänglich.